# Gryphaeostrea callophyla
Gryphaeostrea callophyla (Ihering,1903) es un género extinto de bivalvos de la familia Gryphaeidae, presente en el Cretácico superior (Maastrichtiense) y Paleógeno (Daniense) de la Formación Jagüel y la Formación Roca, de la Patagonia argentina. Los individuos del género Gryphaeostrea callophyla se depositaron en arcillitas y limolitas relativamente blandas y poco estratificadas depositadas en mares con buena circulación.

## Descripción

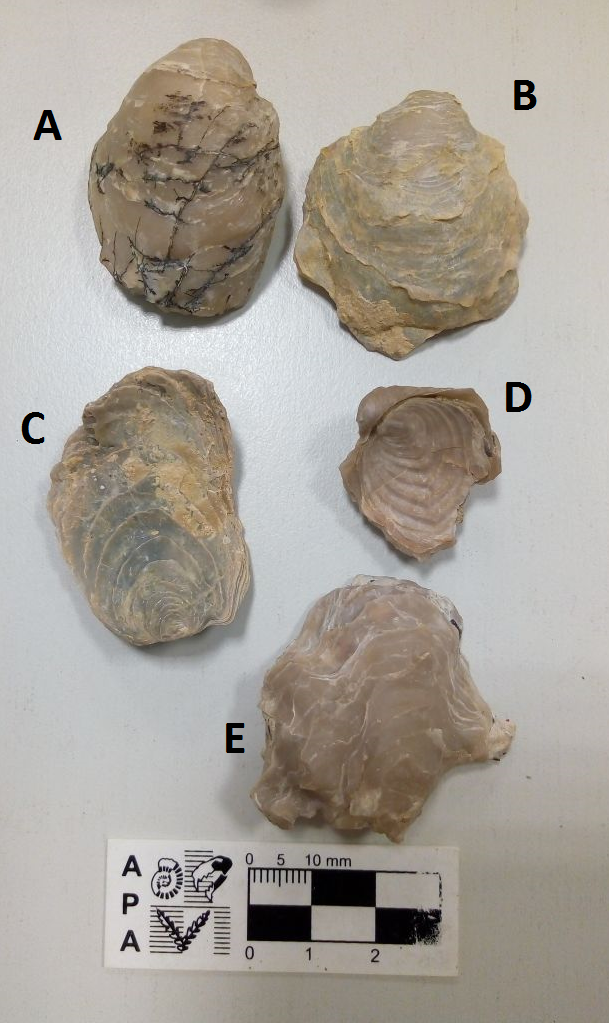
Fósiles de Gryphaeostrea callophyla del Maastrichtiense-Daniense, de la Formación Jagüel de Neuquén,Argentina.

Valva izquierda muy convexa, umbón opistógiro con la cavidad umbonal profunda; la superficie de adherencia es pequeña y la  superficie de la valva tiene numerosas líneas de crecimiento concéntricas, irregularmente espaciadas, frecuentemente plegadas y elevadas en la proximidad de los márgenes anterior y posterior, generalmente presentan un contorno irregular;  valva derecha de menor tamaño que la izquierda, muy cóncava, de contorno oval, con umbón aplanado.Superficie externa con numerosas líneas de crecimiento espaciadas regularmente y confiriéndole aspecto escamoso.

## Modo de vida
Habitaban en plataformas marinas a escasa profundidad, donde predominaban condiciones de baja energía e iluminación, con baja tasa de sedimentación. Su tipo de alimentación era suspensivora, se alimentaban de partículas en suspensión que se encontraban en el agua.

## Distribución
Las localidades en las que se puede encontrar son, Cerros Bayos (provincia de La Pampa), General Roca (provincia de Río Negro) y  Huantraico (provincia de Neuquén). Su distribución estratigráfica estaría conformada en la formación Roca y Jagüel.